# Louis François Mazerat
Pour les articles homonymes, voir Mazerat.
Louis François Mazerat est un homme politique français né le 22 septembre 1817 à Nontron (Dordogne) et décédé le 2 mai 1881 à Périgueux (Dordogne).

## Biographie
Louis François Mazerat est le fils de François Marie Mazerat, magistrat et polytechnicien, et Thérèse Zoé de Peyssard.
Il est maire de Nontron de 1852 à 1859 et de 1874 à 1878, et conseiller général du canton de Nontron de 1871 à 1880.
Avocat, il est un opposant à l'Empire. Il est député de la Dordogne de 1871 à 1876, siégeant au centre droit.